# إيلات يالقوز أغاج
إيلات يالقوز أغاج هي قرية في مقاطعة مرند، إيران. عدد سكان هذه القرية هو 1,501 في سنة 2006.